# Дејкр Монтгомери
Дејкр Кејд Монтгомери Харви (енгл. Dacre Kayd Montgomery-Harvey; Перт, 22. новембар 1994) аустралијски је глумац. Познат је по улози Билија Харгроуа у серији Чудније ствари и Џејсона Скота у филму Моћни ренџери.

## Детињство и младост
Монтгомери је рођен у Перту, у Западној Аустралији. Син је Канађанке Џудит Барет Ленард и Новозеланђанина Скота Монтгомерија Харвија. Има једну млађу сестру, Саскију. Његови родитељи су радили у филмској индустрији у Аустралији. Дејкр је почео да наступа на филму и у позоришту са девет година. Када је имао 12 година његове колеге студенти су у годишњаку гласали за њега да буде „ученик који ће највероватније постати холивудска звезда”. Монтгомери је наставио студије драмске уметности током средњег образовања.

## Филмографија

### Филм
| Година | Српски назив            | Изворни назив | Улога                       | Напомене       |
| ------ | ----------------------- | ------------- | --------------------------- | -------------- |
| 2011.  |                         |               | Фред                        |                |
| 2015.  |                         |               | Барнабас Стотл              |                |
| 2017.  |                         |               | Мајк                        |                |
| 2017.  | Моћни ренџери           |               | Џејсон Скот / Црвени Ренџер |                |
| 2017.  | Боље пази               |               | Џереми                      |                |
| 2020.  | Галерија сломљених срца |               | Ник Данијелсон              |                |
| 2022.  | Елвис                   |               | Стив Бајндер                | постпродукција |

### Телевизија
| Година     | Српски назив   | Изворни назив | Улога         | Напомене                                                |
| ---------- | -------------- | ------------- | ------------- | ------------------------------------------------------- |
| 2017—2022. | Чудније ствари |               | Били Харгроув | главна улога (2—3. сезона); гостујућа улога (4. сезона) |

### Музички спотови
| Година | Назив | Извођач | Улога           | Редитељ          |
| ------ | ----- | ------- | --------------- | ---------------- |
| 2015.  | „”    |         | Роберт          | Џејсон Ешрагијан |
| 2017.  | „”    |         | главни мушкарац | Џеси Хил         |